# Лос Анђелес ејнџелси
Лос Анђелес ејнџелси Анахајма (енгл.  — „Лос Анђелес анђели Анахајма”) су професионални тим бејзбола у оквиру МЛБ-а, са седиштем у граду Анахајм у држави Калифорнија. Своје утакмице играју на стадиону Ејнџел Анахајм. Чланови су Америчке лиге и наступају у дивизији Запад. Клуб је основан 1961. године и до сада је четири пута мењао назив, а садашње име, под којим су и основани, су вратили 2016. године.
„Ејнџелс оф Анахајм“ су били једанпут шампиони МЛБ-а, 2002. године. Клуб нема своју маскоту.
Од 2016. су после 10 година наступања као "ејнџелси из Анахајма" вратили старо име, па је тренутни назив клуба закључно са 25. мартом 2023. Лос Анђелес ејнџелси.